# Karl Graf von Bothmer (Publizist)
Karl Ludwig Graf von Bothmer – gelegentliche Pseudonyme „Martin Salander“, „Wilfried von Ivanhoe“ und „Paul Garin“ – (* 28. März 1881 in Bamberg; † 15. April 1947 in Schleswig) war ein deutscher, völkischer Publizist, der sich nach dem Ende des Deutschen Kaiserreichs in Bayern für die Wiederherstellung der Monarchie sowie für den Separatismus politisch engagierte. Zu Beginn der Weimarer Republik war Bothmer zunächst vehementer Gegner der republikanischen Idee, bis er in den 1920er Jahren Mitglied im Jungdeutschen Orden wurde. Nach dem Zweiten Weltkrieg richtete sich das historische Interesse insbesondere im Zusammenhang mit der Entstehungsgeschichte der NSDAP auf seine Person.

## Deutsches Kaiserreich
Die Familienwurzeln von Karl Graf von Bothmer lagen in einem ostelbischen Adelsgeschlecht. Er war verwandt mit dem Generalobersten Felix Graf von Bothmer. Vor dem Ersten Weltkrieg war Karl Graf von Bothmer Redakteur in Memmingen, engagierte sich bei den Liberalen, zog dann nach München und wurde Mitarbeiter des Münchener Teils der Münchener Zeitung (MZ). Während des Krieges war Bothmer ein Mitstreiter von Wolfgang Kapp und eine führende Figur in der neu gegründeten Vaterlandspartei. Anfang 1917 beendete er seine Arbeit als Schriftleiter in der Münchener Zeitung. Zusammen mit Fritz Gerlich gründete er die nationalistische Zeitschrift Die Wirklichkeit mit dem Untertitel „Deutsche Zeitschrift für Ordnung und Recht“, in der sie 1917 für eine radikale Kriegsführung eintraten und eine aggressive Kolonialpolitik sowie einen uneingeschränkten U-Boot-Krieg forderten. Im August 1917 wurde die Zeitschrift vom bayerischen Kriegsministerium verboten.

## Weimarer Republik
Im Januar 1919 suchte Georg Heim, Gründer der Bayerischen Volkspartei (BVP), Bothmer auf, um ihn als schreibenden Unterstützer für seine Partei zu gewinnen. Zwischen Januar und Mai 1919 war Bothmer Mitarbeiter in Dietrich Eckarts antisemitischer Wochenschrift Auf gut deutsch. Im Februar 1919 forderte Bothmer in einem Beitrag dieser Zeitschrift eine Verbindung zwischen Nationalismus und Sozialismus, indem er in bewusster Gegenposition zum Internationalismus – den er für „antisozial“ hielt – eine „nationale Solidarität“ der „arbeitenden und schaffenden Kreise“ der jeweiligen Völker forderte, um zu verhindern, dass diese „zum Spielball fremdländischer Spekulanten“ würden. Bothmer kennzeichnete in diesem Artikel „alle Schichten und Berufsklassen“, die er als „aufeinander angewiesen“ herausstellte, als Teil „eines Volksganzen“. Ab April 1919 publizierte auch der spätere NS-Chefideologe Alfred Rosenberg in Auf gut deutsch, mit dem er bis zum Sommer des Jahres „Hand in Hand“ arbeitete.
Zwischen 1919 und 1920 war Bothmer Leiter der bayrischen Dienststelle der Reichszentrale für Heimatdienst. In der Folge des Einmarschs der sich neu formierenden Reichswehr in Bayern und dem gewaltsamen Ende der rund zweimonatigen Münchener Räteherrschaft im Mai 1919, bemühte sich das Gruppenkommando, zu dem auch alte kaiserliche Offiziere gehörten, energisch um eine neue reaktionäre Ausrichtung der Truppe durch Schulung und Ausbildung. In München wurden – weitgehend unbemerkt von der Öffentlichkeit – eigens zu diesem Zweck Leute für die Propaganda ausgebildet, die sich gegen alle wahrgenommenen demokratischen und vor allem linken Einflüsse wendeten. In einer Denkschrift, datiert auf den 22. Mai 1919, setzte sich Bothmer mit der Idee einer Zusammenarbeit zwischen Heimatdienst und Reichswehr für die Propagandatätigkeit ausführlich auseinander. Leiter der im Gruppenkommando der Münchener Reichswehr eingerichteten Nachrichten- und Aufklärungsabteilung war Hauptmann Karl Mayr, der am 30. Mai 1919 seine Stelle antrat. Mayr hatte sich zunächst um Fritz Gerlich bemüht, der ebenfalls zu dem im Mai 1919 gegründeten „Heimatdienst Bayern“ gehörte und dort eine spezielle, kleine literarische Kampfgruppe gegen den Bolschewismus leitete. Der „Heimatdienst“ lehnte indessen Mayers Ansinnen ab und verwies auf Karl Graf von Bothmer, was dazu führte, dass die Stelle des „Heimatdienstes“ durch ihn einen erheblichen Anteil an der Gestaltung dieser Kurse bekam.
Ein erster „Aufklärungskurs“, der sich vor allem aus Personen aus dem Umfeld der von Paul Nikolaus Cossmann geleiteten Süddeutschen Monatshefte zusammensetzte, fand zwischen dem 5. und 12. Juni 1919 in der Münchener Universität statt; nachfolgend einer im Palais Porcia zwischen dem 26. Juni und 5. Juli 1919. Neben Bothmer, der in jenen Tagen als Hauptorganisator und Seminarleiter gleich drei Referate hielt (laut Plan „Der Sozialismus in Theorie und Praxis“ am 7. Juni, „Der Zusammenhang zwischen innerer und äußere Politik“ am 12. Juni und im zweiten Kursabschnitt „Die auswärtige Politik seit dem Kriegsende“), wurden bei den ersten beiden Kursen Vorträge von Karl Alexander von Müller, Joseph Hofmiller, Michael Horlacher, Adolf Dirr, Erich Marcks, Regierungsassessor Friedrich Merz sowie Karl Mayr gehalten. Gottfried Feder, mit dem Bothmer seit Mai 1919 beinahe täglich in Kontakt stand, hielt zunächst am 7. Juni und in einem weiteren Kurs am 8. August 1919 jeweils ein Referat.
Im August 1919 äußerte DDP-Minister Eduard Hamm gegenüber General Arnold von Möhl Bedenken an der leitenden Position von Karl Graf von Bothmer bei den politischen Kursen, da er befürchtete, dass diese durch ihn einseitig politisch beeinflusst und darüber hinaus in der Öffentlichkeit – vor allem bei der MSPD und USPD – bekannt werden könnten (was strikt vermieden werden sollte). Dabei führte Möhl auch Georg Hohmann, stellvertretender Vorsitzender der DDP, an, der die weitere Mitwirkung von Bothmer an den Kursen als „gefährlich“ einstufte. Möhl wies die Bedenken zurück und lehnte eine Abberufung von Bothmer ab. Dessen ungeachtet entstand in der Reichswehr im wachsenden Maße Misstrauen: Bereits gegen Ende August 1919 verzichtete das Gruppenkommando auf die Mitarbeit von Karl Graf von Bothmer. Ebenso entzweiten sich Gottfried Feder und Dietrich Eckart in jenen Tagen mit ihm. Die Bedenken entstanden aufgrund des Verdachts, dass Bothmer „die scharfe Trennung zwischen reichstreuem Föderalismus und französisch orientiertem Separatismus nicht recht zu ziehen vermag“. Am 25. Januar 1920 hieß es im Nachrichtendienst des „Großdeutschen Heimatbundes“ bezüglich seiner Kontakte zu französischen Stellen: „Graf Bothmer hat bereits bei verschiedenen intimen Besprechungen politischer Natur von einer Losloesung Bayerns vom Reich gesprochen. Dies wird noch erhaertet durch Aeusserungen des bekannten Gottfried Feder die dahin gehen, Bothmer habe gesagt, Bayern muesse vom Reich getrennt werden, damit es von den Kriegsschulden befreit werde.“ Der von Bothmer im Jahre 1920 veröffentlichten Schrift Bayern den Bayern folgte sodann von Seiten der Nationalsozialisten der Vorwurf, dass er den Separatisten Hans Adam Dorten (1880–1963), Verkünder der „Rheinischen Republik“ und Mitbegründer der Rheinischen Volksvereinigung (1920–1924), verherrlicht habe.
1927 verfasste Bothmer eine Denkschrift mit dem Titel Der Staat und die Schule des Lebens. Sie trug den Untertitel „Eine Denkschrift zur Organisierung der Reichsbürgerschaft als Machtmittel, um von der Parteidemokratie zum Volksstaat zu kommen“. Geprägt war diese Schrift vor allem von adelstypischen Schmähungen jener Zeit gegenüber dem Parteiwesen, der Plutokratie sowie dem Kapitalismus, weniger von seinem Republikanismus. Im selben Jahr – Bothmer war mittellos – glaubte er, einen Kampf gegen die „Ostelbier“, die er als „Mafia“ bezeichnete, führen zu müssen. Als Begründung führte er seinen vermögenden kinderlosen Onkel an, der an „notleidende Familienmitglieder und Erben nie einen Pfennig gab“.
In der Deutschen Demokratischen Republik wurden Bothmers Schriften Bayern den Bayern (Jos. C. Huber, Dießen am Ammersee 1920) und Sonnenwende (Strauch, Leipzig 1926) auf die Liste der auszusondernden Literatur gesetzt.